# Tepatlaxco (municipalité)
La municipalité de Tepatlaxco est l'une des 212 municipalités de l'État de Veracruz, et est située dans la partie centrale de cet État. Elle se trouve à l'ouest du golfe du Mexique, dans le bassin versant du fleuve Río Jamapa, et est assise sur les contreforts de la chaîne de montagnes de la Sierra Madre orientale. Son chef-lieu est la ville éponyme de Tepatlaxco. Elle dépend de la région administrative de Las Montañas, qui est une des 10 subdivisions administratives de l'État de Veracruz.

## Géographie
La municipalité de Tepatlaxco s'étend du nord au sud le long de la vallée du fleuve Río Jamapa, qui forme sa limite à l'est et au nord. Assise sur les contreforts orientaux de la chaîne de montagnes de la Sierra Madre orientale, son altitude oscille entre 600 et 1900 mètres. Son chef-lieu, la ville éponyme de Tepatlaxco, se situe au nord-est de son territoire, près de la limite avec la municipalité de Zentla et près du fleuve Río Jamapa. Ce territoire couvre une superficie de 59,8 km2, et était peuplé en 2015 de 8417 habitants, pour une densité de 140,8 habitants par km2.
La municipalité est limitrophe au nord de celle de Huatusco, à l'ouest de celle de Ixhuatlán del Café, au sud de celles de Atoyac et de Paso del Macho, et l'est de celle de Zentla.

## Composition et démographie
La municipalité était composée en 2015 de 12 localités, dont une seule était considérée comme urbaine, les autres étant rurales.
| Localité            | Population |
| ------------------- | ---------- |
| San José Tenejapa   | 1954       |
| La Palma            | 1352       |
| Tepatlaxco          | 1314       |
| Buena Vista         | 1054       |
| El Triunfo          | 782        |
| Reste des localités | 1793       |
| Total population    | 8249       |

En plus de l'espagnol, plusieurs langues amérindiennes sont parlées dans la municipalité, dont les principales sont par ordre d'importance : le nahuatl et dans une moindre mesure le mixtèque, le mazatèque, et le chinantèque.

## Histoire
Durant le XVIIIe siècle, la ville de Tepatlaxco se nommait San Martín Ocotitlán.
Les limites entre les municipalités de Tepatlaxco et d'Ixhuatlán del Café furent fixées par décret en 1890.

## Économie

### Agriculture et élevage
La superficie des parcelles semées représentait en 2019 une surface totale de 3450 hectares, parmi lesquels 2812 hectares étaient voués à la culture du caféier, 560 hectares étaient voués à la culture du maïs, et 63 hectares étaient voués à celle de la canne à sucre.
En 2019, la production de viande par tonnes comprenait 28 tonnes de viande bovine, 1028,9 tonnes de viande porcine, 3 tonnes de viande ovine, 2,6 tonnes de viande caprine, 3 tonnes de volailles, et 2,4 tonnes de dinde. La superficie vouée à l'élevage représentait alors 493 hectares.